# Olfersia
Olfersia es un género de helechos perteneciente a la familia  Dryopteridaceae. Contiene 72 especies descritas y de estas, solo 2 aceptadas. Se distribuyen por Sudamérica.

## Descripción
Son plantas con hábitos terrestres o trepadoras bajas; con rizoma cortamente rastrero, en sección transversal con meristelas dispuestas irregularmente y no rodeadas por una vaina esclerenquimatosa oscura; hojas estériles y fértiles marcadamente dimorfas; lámina estéril pinnada con una pinna terminal similar en forma a las pinnas laterales; nervaduras bifurcadas cerca de o en la base, paralelas, separadas c. 1 mm, unidas por una nervadura submarginal (a veces difícil de observar en material seco); hojas fértiles 2-pinnadas, raramente 1-pinnadas; soros exindusiados, lineares a oblongos; esporas monoletes, equinuladas; tiene un número de cromosomas de x=41. 
Olfersia a menudo ha sido incluida en Polybotrya debido a sus hojas marcadamente dimorfas y rizoma rastrero, escamoso; sin embargo, Olfersia difiere significativamente en la anatomía del tallo, nervación y forma del ápice foliar. La única especie en Mesoamérica es Olfersia cervina. La otra especie de Olfersia, O. alata C. Sánchez et García Caluff, existe en Cuba.

## Taxonomía
El género fue descrito por Giuseppe Raddi  y publicado en Opuscoli scientifici d'una Società di professori della Pontifical Università di Bologna 3: 283, t. 11, f. b. 1819.  La especie tipo es: Olfersia corcovadensis Kaulf. ex Raddi.

## Especies
- Olfersia cervina (L.) Kunze
- Olfersia subdiaphana (Hook. & Grev.) T. Moore